# Tonayán
Tonayán är en kommun i Mexiko.   Den ligger i delstaten Veracruz, i den sydöstra delen av landet, 230 km öster om huvudstaden Mexico City. Antalet invånare är 5 293. Arean är 74 kvadratkilometer.
Terrängen i Tonayán är kuperad söderut, men norrut är den bergig.
Följande samhällen finns i Tonayán:
- Puentezuelos
- Piedras Grandes
- Barrio de Santiago
- Barrio de Santa Cruz
- Dos Pocitos
- Tejocotal
- Cruz Blanca
- Cruz Verde
- Ixtapan